# Phalanger rothschildi
Il cusco di Rothschild (Phalanger rothschildi Thomas, 1898) è un marsupiale arboricolo della famiglia dei Falangeridi.

## Descrizione
Il cusco di Rothschild è strettamente imparentato con il cusco ornato (P. ornatus). Ha una lunghezza testa-corpo di circa 37 cm e una coda di 31 cm. È ricoperto da un folto manto lanoso di colore uniforme fulvo-dorato scuro. Lungo il dorso è presente una striscia mediana nera, più evidente sulla sommità del capo. Le regioni ventrali sono bianche. La coda è dello stesso colore del dorso, ma di una tonalità più chiara, e, come quella di tutti i cuschi, è glabra nella sua parte terminale. L'iride è color seppia e le orecchie sono ricoperte di peli color giallo sporco. Si contraddistingue dal cusco ornato e dal cusco di Woodlark (P. lullulae) per la pelliccia di colore uniforme, sempre priva di macchie, il ventre bianco e le dimensioni inferiori

## Biologia
Di abitudini solitarie, il cusco di Rothschild vive sugli alberi e mangia frutta, foglie, piccoli animali, uccelli, insetti e uova. Pigro e lento nei movimenti, di giorno si nasconde sugli alberi o nel fogliame. Emette un penetrante odore di muschio, avvertibile anche a distanza. Quando percepisce una minaccia ringhia e latra come fanno alcune scimmie. La femmina dà alla luce un unico piccolo.

## Distribuzione e habitat
La specie è endemica di tre isole delle Molucche centro-settentrionali: Obi, Bisa e Obilatu. Popola le foreste pluviali ed è ancora relativamente numerosa.